# ポール・デヴィッドソン
ポール・デヴィッドソン（Paul Davidson、1930年10月23日 - 2024年6月20日）は、ニューヨーク市生まれのアメリカ合衆国の経済学者。アメリカにおけるポスト・ケインジアンの中心のひとりである。師はシドニー・ワイントラウプ（Sidney Weintraub）である。

## 略歴
- 1930年　ニューヨークのブルックリンで生まれる。
- 1950年　ブルックリン・カレッジを卒業（専攻は化学と生物学）。
- 1950年～1952年　ペンシルヴァニア大学で生化学専攻の大学院生であった。
- その後、ニューヨーク市立大学のビジネス・プログラムをとる。
- 朝鮮戦争での軍務。
- ニューヨーク市立大学でMBAをとる。
- ハーバード、MIT、バークレー、ブラウン、ペンシルヴァニアなどの大学院プログラムを履修（ペンシルヴァニア大学のシドニー・ワイントラウブ教授の影響をうける）。
- ペンシルヴァニア大学でPh.D.をとる（博士論文「相対的分け前の諸理論」）。
- ラトガース大学の助教授になる。
- Continental Oil Companyのエコノミストとなる。
- ペンシルヴァニア大学の助教授となる。
- 1970年～1971年　ケンブリッジ大学に滞在。
- 1978年　ワイントロープとともに、Journal of Post Keynesian Economicsを創刊。
- 1986年　テネシー大学のJ.F.Holly Chair of Excellence in Political Economyという地位に就く。
- 2024年6月20日　死去。93歳没[1]。

## 人物・研究
- 彼の息子であるNASAの天体物理学プログラムのアナリストであるグレッグ・デヴィッドソンとの共著で『文明社会の経済学』（原著1988年）を出版している。
- また、P.デヴィッドソンの著作集は、彼の妻のルイーズによって編纂されており、第1巻は1990年に出版されている。
- デヴィットソンによると、戦後の主流派経済学である新古典派経済学は、完全雇用、自由放任、セーの法則を基礎にして、貨幣の中立性命題を公理として受け入れてきたという。これに対して、ケインズの経済学は、貨幣の中立性命題を短期だけでなく、長期においても否定し、その結果、セー法則を否定すると同時に、不完全雇用を一般的な経済状況とみなす。
- 両派の貨幣観の違いは、さらに、経済における不確実性の取り扱いの違いから発生する。つまり、新古典派においては、ケインズ的な不確実性は問題にされず、未来は計測可能、あるいは人々は、未来は計測可能であるかのように行動するとみなされているのに対し、ケインズは、未来は不確実であるために、失敗を犯したり、あるいは未来について無知であるような人間の行動を問題にし、このような不確実性の下では、血気や企業家精神などの要素が経済の意思決定において重要な役割を果たすと主張する（『ケインズ経済学の再生』訳者あとがき）。
- 金融動機

## 主要著作
- （E・スモレンスキーと共著）『ケインズ経済学の新展開――総需要分析』、安部一成ほか訳、ダイヤモンド社、1966年
- 『貨幣的経済理論』（ポスト・ケインジアン叢書3）、原正彦監訳、金子邦彦・渡辺良夫共訳、日本経済評論社、1984年
- 『国際貨幣経済理論』（ポスト・ケインジアン叢書10）、渡辺良夫・秋葉弘哉共訳、日本経済評論社、1986年
- 『ケインズ経済学の再生――21世紀の経済学を求めて』、永井進訳、名古屋大学出版会、1994年
- 『ポスト・ケインズ派のマクロ経済学――21世紀の経済政策の基礎を求めて』、渡辺良夫・小山庄三共訳、多賀出版、1997年
- （G・デヴィッドソンと共著）『文明社会の経済学――グローバル市場主義の落し穴』、小山庄三訳、多賀出版、1999年
- 『ケインズ・ソリューション――グローバル経済繁栄への途』（ポスト・ケインジアン叢書35）、小山庄三・渡辺良夫共訳、日本経済評論社、2011年
- 『ケインズ　マクミラン経済学者列伝』、小谷野俊夫訳、一灯舎、2014年